# The Empire Strikes First
The Empire Strikes First, Bad Religions trettonde studioalbum, släpptes den 8 juni 2004.

## Låtar på albumet
1. "Overture" (1:09)
2. "Sinister Rouge" (1:53)
3. "Social Suicide" (1:35)
4. "Atheist Peace" (1:57)
5. "All There Is" (2:57)
6. "Los Angeles Is Burning" (3:23)
7. "Let Them Eat War" (2:57)
8. "God's Love" (2:32)
9. "To Another Abyss" (4:07)
10. "The Quickening" (2:19)
11. "The Empire Strikes First" (3:23)
12. "Beyond Electric Dreams" (4:02)
13. "Boot Stamping On A Human Face Forever" (3:49)
14. "Live Again - The Fall Of Man" (3:39)